# カール12世 (スウェーデン王)
カール12世（スウェーデン語: Karl XII, 1682年6月17日（グレゴリオ暦6月27日） – 1718年11月30日（グレゴリオ暦12月11日））は、プファルツ王朝のスウェーデン国王（在位：1697年 - 1718年）。バルト帝国に君臨し、ロシアのツァーリ・ピョートル1世の好敵手として知られる。

## 生涯

### 出生から即位
1682年6月17日にスウェーデン王カール11世とデンマーク・ノルウェー王フレデリク3世の娘ウルリカ・エレオノーラの子として生まれた。国王夫妻には4人の男子がいたがカールのみが成長した。他にホルシュタイン＝ゴットルプ家のフレデリク4世に嫁いだ姉ヘドヴィグ・ソフィアと、ヘッセン＝カッセル方伯世子フリードリヒと結婚、後にスウェーデン王位を継承した妹ウルリカ・エレオノーラがいる。
幼少期のカールはもっぱら母ウルリカ・エレオノーラから教育を受け、その人格形成に大きな影響を与えた。4歳になると優秀な教師陣がつけられて帝王学を教え込まれ、肉体鍛錬も欠かさず4歳前に乗馬を覚えている。射撃術にも熟達し、11歳の時に熊を一撃で射殺して父王を悦ばせている。教養面ではラテン語とスウェーデン語・ドイツ語間の翻訳ができた。一方で父の影響によりフランス嫌いになり、外交手段も嫌悪した。
1692年7月、10歳の時に母が死去、それから4年足らず後の1697年4月に父王も没し、14歳10ヶ月でスウェーデン王に即位した。若年であったため6人の摂政が配されたが、議会との内紛のために数か月でカール12世に全権が委譲され親政を開始した。親政後は取り調べにおける拷問を廃止し、『ブリタニカ百科事典第11版』でロバート・ニスベット・ベインが人道的と称賛した。イングランド大使のジョン・ロビンソン（在任：1683年 – 1703年）も本国への報告でカール12世の治世について楽観的な予想をした。

### 大北方戦争初期・中期
ヨハン・パトクルの工作によりザクセン選帝侯・ポーランド・リトアニア共和国（以後「ポーランド」と表記）、デンマーク＝ノルウェー、ロシア・ツァーリ国が北方同盟を結成すると、1700年に大北方戦争が開始された。カール12世はその若さに乗じようとした近隣諸国を出し抜き、国外に進出して各地を転戦し、北方同盟を打ち破った。
開戦直後にデンマーク王フレデリク4世がシュレースヴィヒ＝ホルシュタインを包囲したが、デンマーク海軍総代理官ウルレク・クレスチャン・ギュレンルーヴェが慎重で包囲戦が進まなかったため、カール12世は包囲戦の間にエーレスンド海峡を渡り、1700年8月4日にコペンハーゲンから数マイル北方でのフムレベーク上陸戦に成功した。カール12世は父と同じくコペンハーゲンの占領を検討したが、結局8月18日のトラヴェンタール条約でデンマークとの講和に同意した。フレデリク4世はこの条約でゴットルプ公国の割譲、賠償金20万スウェーデン・リクスダラー、再参戦の禁止に同意した。カール12世は次いで8千の軍勢を率いてリヴォニアに急行、10月6日にパルヌに到着した。リガの救援を目指していたが、ナルヴァの状況を聞くと11月13日に北に転じ、19日のナルヴァの戦いでロシアに勝利した。ナルヴァの戦いの後、カール12世の顧問団はロシア軍への追撃、ロシア領土での冬営、ピョートル1世への不満を扇動してロシアを弱体化させるなどロシア対策を勧めたが、カール12世はポーランド王兼ザクセン選帝侯アウグスト2世を罰することを選び、1701年7月のドヴィナ川の戦いでザクセン軍を撃破、さらにクールラント公国を占領して併合した。1702年初、カール12世はアウグスト2世のポーランド王退位を要求してワルシャワに進軍、5月14日に入城した。直後にワルシャワから退いてアウグスト2世への追撃を選び、7月2日のクリシュフの戦いでポーランド・ザクセン連合軍を敗走させた。1703年の戦役でもプウォツクの戦いとトルン包囲戦に勝利、特に後者では8か月かかったにもかかわらずスウェーデン軍の戦死者が50人しかいなかった。
1704年7月、在ワルシャワ大使アルヴィド・ホルンが金に物を言わせてアウグスト2世を退位させ、代わりにポーランドの大貴族（マグナート）スタニスワフ・レシチニスキのポーランドの王座獲得を実現した。そして、カール12世がポニェッツの戦いでザクセン軍を再び撃破すると1705年9月24日にスタニスワフの戴冠を実現させた。アウグスト2世とは1706年のアルトランシュテット条約と言う形で和議が成立した。スタニスワフは傀儡の君主であり、カール12世の臣下と、共和国の反国王派であったリトアニア連盟のサピェハ家（サピェハ家は、1700年のリトアニア内戦により、リトアニアでの覇権を失っていた）によって1709年までスウェーデンの従属国として統治された。西欧ではスペイン継承戦争の最中であり、カール12世が東方からザクセンに侵攻したこともあってルイ14世に買収されての侵攻ではないかと疑われたが、イギリスのマールバラ公爵がアルトランシュテットでカール12世を訪問するとその疑いは消え失せた。一方でハプスブルク家のヨーゼフ1世とはシュレージエンにおけるプロテスタントの権利をめぐり対立、最終的にはヨーゼフ1世がフランス側に寝返ることを恐れた反フランス同盟諸国がヨーゼフ1世を説得して、プロテスタント権利の保証に同意させた。
カール12世はこの時点までの戦闘を優位に進め、戦争初期はスウェーデンが圧倒した。この時期のスウェーデンの侵攻範囲は、ポーランド・リトアニア共和国、ザクセン選帝侯領にまで至った。スウェーデン軍が駐屯したザクセンはヨーロッパの注目を集め、アルトランシュテットではカール12世との交渉に赴く西欧の外交官がひっきりなしに訪問したが、カール12世はロシアの遠征しか考えておらず、ロシアとの和睦も拒絶した。

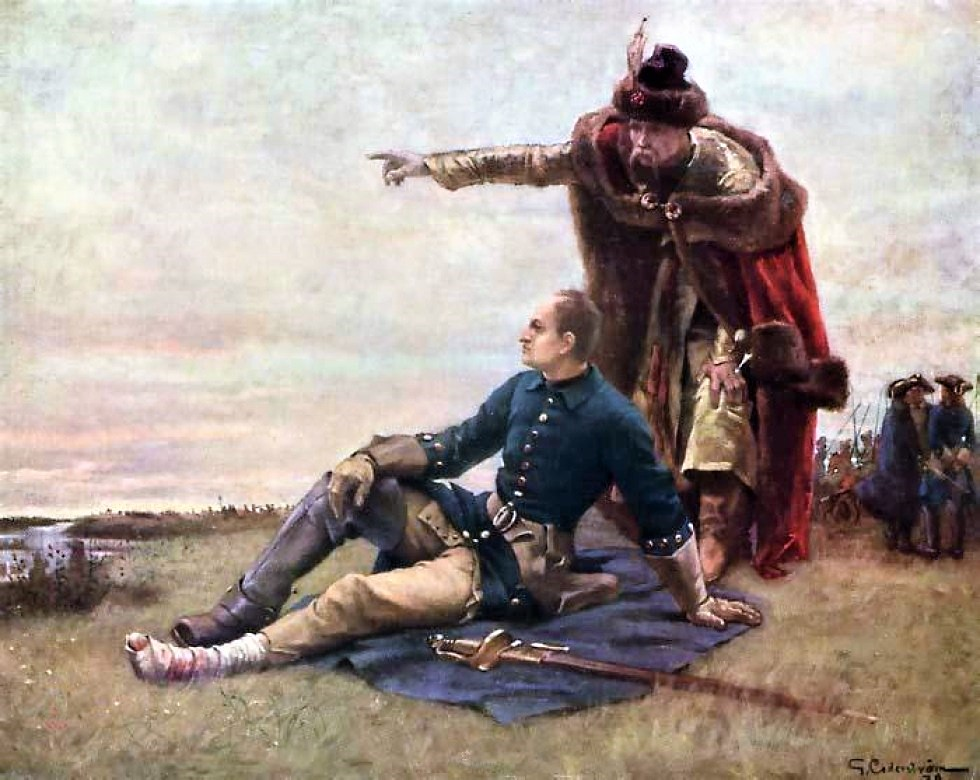
イヴァン・マゼーパとカール12世

1707年8月13日、カール12世は残るロシアへの進軍を開始、騎兵2万4千と歩兵2万を率いてザクセンを発った。ポメラニアからの援軍を待つために秋をポーランドで過ごした後、1708年1月1日にヴィスワ川を渡り、7月4日のホロウチンの戦いでロシア軍を撤退させた。これによりドニエプル川までの障害がなくなったが、同時にスウェーデン軍の受難も始まった。カール12世はモスクワへの進軍を続けたが、ロシアによる焦土作戦もあり食料などの補給が困難を極め、ついに12月20日には南へ転進した。南への転進は、右岸ウクライナに侵攻していたヘーチマン国家のヘーチマンであるイヴァン・マゼーパと結ぶことも目的の1つだったが、マゼーパは本拠地バトゥールィンをロシアに襲われて軍が壊滅、1708年11月18日にカール12世と合流したときは1,300人しか残っていなかった。リヴォニアから援軍を連れたアダム・ルートヴィヒ・レーヴェンハウプトも1708年10月のレスナーヤの戦いで兵站を全てロシア軍に取られたためスウェーデン軍は更に劣勢を強いられた。それでもスウェーデン軍は1709年2月に雪解けを迎え、さらに春の洪水により5月まで戦闘が起こらなかった。
1709年7月、ポルタヴァの戦いに敗れたカール12世は、黒海北岸にあるオスマン帝国領に亡命した（カール12世はこの戦闘の2週間前にロシア軍からの狙撃によって足を負傷しており、直接戦闘指揮を執ることが出来なかった）。この間、ロシア軍はフィンランドにも侵攻し、スウェーデン領だったカレリアとリヴォニアを制圧・獲得した。マゼーパはカール12世と共にオスマン帝国領へ逃れたがそこで病没、以後ヘーチマン国家はロシアによって勢力を縮小されることとなった。

### ポルタヴァ以降
カール12世はオスマン帝国の皇帝・アフメト3世を動かすことに成功し、追撃してきたロシア軍をオスマン帝国軍が包囲し（プルート川の戦い）、ピョートル1世の捕縛の好機を得るが、結局は解放してしまった（プルト条約）。この事でカール12世とアフメト3世の関係は悪化、逆に1713年2月1日のベンデルの戦いで軍営をオスマン軍に急襲され一時捕縛された。カール12世は引き続き粘ったが状況は好転せず、本国にいた妹ウルリカ・エレオノーラの懇願もあり1714年9月20日にオスマン帝国を発ち、11月11日にシュトラールズントに着いた。しかし戦況は悪化し、プロイセン王国の参戦を招きシュトラールズント攻囲戦でカール12世は敗北し、スウェーデンに帰国した。
イギリスはそれまでスウェーデンと同盟関係にあったが、1714年にステュアート朝が断絶し、ドイツからハノーファー選帝侯ゲオルク・ルートヴィヒ（ジョージ1世）が迎えられて王位を継承してハノーヴァー朝が誕生したことと、プロイセンの対スウェーデン戦が開始されたことでスウェーデンとの同盟関係を破棄した。また、デンマークもロシアからの要求により戦線に復帰し、シュレースヴィヒに侵攻した。この頃になると、ハノーファー、プロイセンがスウェーデンに宣戦布告し、ドイツ側のスウェーデン領土はデンマーク、ハノーファー、プロイセン軍の共闘によって次々に奪われて行った。
スウェーデンは北欧諸国全てと交戦状態に陥っており、ドイツ側の指揮官であったマグヌス・ステンボック将軍は1710年にデンマークによるスウェーデン侵攻を阻止（ヘルシングボリの戦い）、1712年のガーデブッシュの戦いでもデンマーク軍を破るなど抵抗していたが1713年に降伏していた。カール12世は戦局打開のためロシアと単独交渉を開始し、バルト地方の放棄の代償として、ドイツ方面での権益回復に方針を転換した。ロシアもバルト海進出でかえってイギリスなど同盟国に警戒されたためスウェーデンの打診に応じた。

### 帰国後
帰国後、1716年中はスコーネを守り抜き、1717年と1718年は講和で少しでも有利になろうとしてノルウェーに侵攻した。1718年11月30日、ノルウェー攻略の要となるフレデリクスハルド要塞を攻囲中、カール12世は流れ弾に当たって落命した。

## 死後
この死に関しては不審な点があるとされ、1994年以降の調査ではこの戦争に反対していたスウェーデン貴族や王位継承者の派閥による陰謀による暗殺説が強まっていたが、2005年以降は暗殺説に対する反論も提起されており決着はついていない。スウェーデンはカール12世の統率力によって、長期に渡る戦争にも関わらず国内の反戦勢力を抑止していたが、その死によって厭戦機運が高まった。しかし、1718年に始まったロシアとの休戦交渉は、主戦派のヘッセン派がスウェーデンの実権を握るとゲルツは処刑され交渉は打ち切られた。

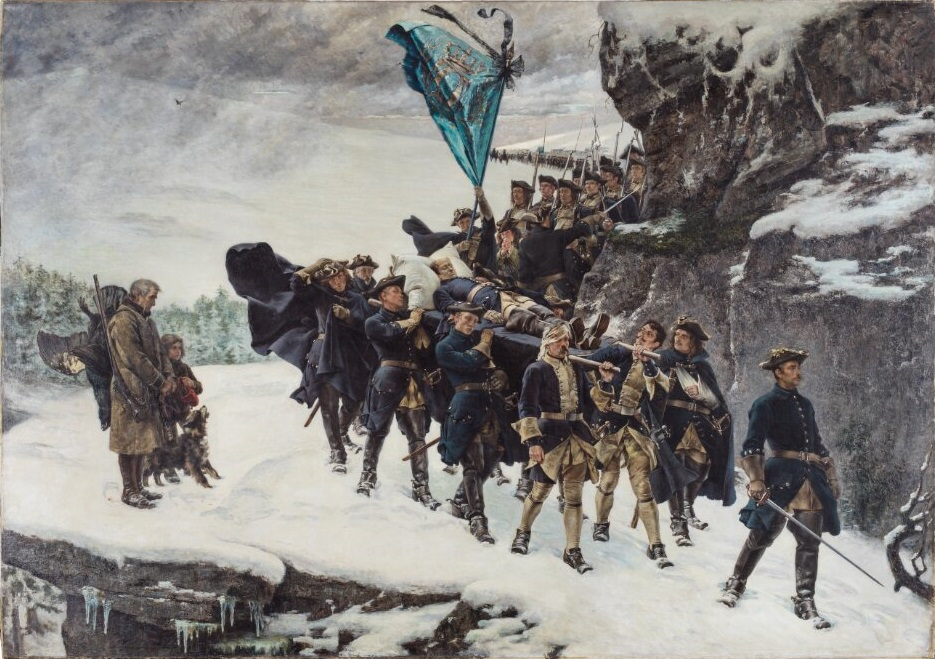
グスタヴ・セーデルストレムによる『カール12世の葬送』。スウェーデン国立美術館蔵。

デンマークは、ヘルシングボリでの敗戦以後、単独でのスウェーデンに対する反撃の余力はなかった。さらに北方同盟の分解によりズンド海峡南部の以前の領土を取り戻す軍事的状況もなく、スウェーデン軍のノルウェー攻撃にも守戦を余儀なくされたが、カール12世の死によって危機を脱し、スウェーデンからの干渉は終了し平穏を取り戻す事となった。また主君を失ったスウェーデン軍も、撤退時の猛吹雪により多大な損失を被ることとなった（「キャロリアン死の行進」karolinernas dödsmarsch）。
生涯独身だったため、王位は妹のウルリカ・エレオノーラが継承した。大北方戦争はカール12世の死後も継続し、スウェーデンはイギリスの後ろ盾で抵抗を続けていたが、ロシア軍のスウェーデン本土への攻撃は続き、ストックホルムへの上陸戦では撃退したものの、1720年のグレンガム島沖の海戦でのロシア海軍への敗北及びロシア軍の波状攻撃の前に屈して和睦に傾き、1721年のロシアとのニスタット条約によって完全に終結した。これにより、スウェーデンはバルト海の権益を失い、大国の地位から転落した。この出来事と前後して、1720年に王権を制御しようとする議会に反発してウルリカ・エレオノーラが退位、夫のヘッセン＝カッセル方伯世子フリードリヒに譲位してフレドリク1世が即位した為、絶対王政も終焉、立憲君主制が始まった。
カール12世はドイツ・オランダ・イギリスの外交に大きな影響を与え、ロシアをはじめとする北方ヨーロッパの脅威であり続けたが、その死はスウェーデン王国の覇権の終焉を意味した。ヴォルテールの書いた“Histoire de CharlesXII, roi de Suéde”（1731年）が代表的な伝記である。
前述したとおり、カール12世は10代にして熊殺しの異名を取っており、何倍もの数を誇るロシア軍をたびたび、それも前線で指揮をとり打ち破っている。また、戦争について「熊狩りよりも楽しい」と述べていたともされる。しかしただの猪突猛進の猛将ではなく、彼が陣頭指揮を執ったのは「平凡な一般スウェーデン人を勇敢に戦わせ、また戦機を掴み勝利する為には司令官たる王が前線に出るより他ない」と考えていたからである。事実多くの場合、彼の指揮するスウェーデン軍兵は各国が恐れたような精鋭軍人ではなく普通の農民であり、突撃を忌避する事もあった。彼自身王が前線に出るリスクを承知していたが、スウェーデン軍の内情を考えればこれしかないと、彼は兵站総監アクセル・フォン・ローエンに語っている。

## クラウゼヴィッツによる評価
カール・フォン・クラウゼヴィッツは『戦争論』の中で、フリードリヒ大王を評価する際にカール12世をその比較対象に挙げ、彼は偉大な天才と呼ぶに値しないと切り捨てた。しかしその一方で、舞台がアジアであればアレクサンドロス大王のような名声を得られただろうと見なし、ドイツ兵学的見地から、カール12世はナポレオン・ボナパルトの先駆者であるとも評価した。

## 「北方の流星王」

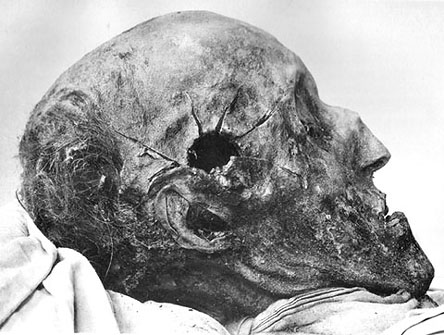
カール12世の遺体

日本ではカール12世は「北方の流星王」の異名でも知られており、日本以外ではこの名は見受けられない。過去に日本で出版された書籍では下記の文献でカール12世に関する記述に用いられたことが確認されている。
- 箕作元八 『北方の流星王』（1915年、博文館〈西洋史新話 第8冊〉、NCID BN12532206）
- 渡邊紳一郎 『スウエデンの歴史を散歩する』（1947年、朝日新聞社。NCID BN14718475）
- 伊藤政之助 『世界戦争史』第6巻（1985年、原書房、ISBN 978-4-562-01497-2）※戦前刊行されたものの復刻版

また、田中芳樹のスペースオペラ『銀河英雄伝説』に「西暦の17世紀に北方の流星王と呼ばれる小国の王がいた」との記述がある。その王は「15歳で即位し、しばしば隣国の大軍を破り、軍事的天才として知られた」「30代で死ぬまでついに肉欲とは縁がなかった」などとされている。

## 関連書籍
- ヴォルテール 『英雄交響曲 チャールス十二世』 丸山熊雄訳、白水社、1942年。NCID BN04767496。